# Mîhuriv, Talalaiivka
Mîhuriv (în ucraineană Мигурів) este un sat în comuna Korinețke din raionul Talalaiivka, regiunea Cernihiv, Ucraina.

## Demografie
Componența lingvistică a localității Mîhuriv
     Ucraineană (100%)
Conform recensământului din 2001, toată populația localității Mîhuriv era vorbitoare de ucraineană (100%).